# Maria Luisa Altieri Biagi
Maria Luisa Altieri Biagi (Venezia, 9 aprile 1930 – Bologna, 29 novembre 2017) è stata una linguista italiana, studiosa di grammatica e storia della lingua italiana.
Professoressa Emerita di Storia della Lingua Italiana dell'Alma Mater, Socia Emerita dell’Accademia della Crusca e dell’Accademia delle Scienze di Bologna, medaglia d’oro di Benemerita della Scienza e della Cultura nel 2002, fu una studiosa di ampio respiro in ambito linguistico.

## Biografia
Si laureò in Lettere all'Università di Firenze, dove fu allieva del glottologo Giacomo Devoto.
Dopo alcuni anni trascorsi come assistente di Glottologia nelle Facoltà di Lettere di Cagliari e di Bologna, conseguì nel 1967 la libera docenza in Storia della lingua italiana, materia di cui ebbe l'incaricato fino al 1970 presso la Facoltà di Lettere dell'Università di Trieste. Vincitrice in quell'anno della cattedra di Storia della Lingua italiana, insegnò ancora a Trieste fino al 1974, anno in cui passò all'Università di Bologna.
Si occupò di storia della lingua italiana, di linguaggi settoriali, linguistica testuale, di didattica dell'italiano, e di stilistica, attraverso una lunga serie di apprezzate pubblicazioni. Collaborò con le riviste "Lingua nostra", "Lettere italiane", "Archivio glottologico italiano" e "Italiano e oltre", con l'Accademia toscana di scienze e lettere "La Colombaria" e con i "Quaderni dell'Istituto di glottologia".
Fu accademica emerita della prestigiosa Accademia della Crusca e fu socia accademica emerita dell'Accademia delle Scienze di Bologna.
Nel 2002 ricevette dal Presidente della Repubblica Carlo Azeglio Ciampi la medaglia d'oro di benemerita della scienza e della cultura.
Dal 2005 fu condirettrice della rivista «La lingua italiana. Storia, strutture, testi», che aveva contribuito a fondare.

## Opere principali
- Galileo e la terminologia tecnico-scientifica, Firenze: L. S. Olschki, 1965
- La lingua italiana. Storia e problemi attuali, Torino: ERI, 1968, 19792 (con Giacomo Devoto)
- Scienziati del seicento, Milano: Rizzoli, 1968 (a cura di)
- Guglielmo volgare. Studio sul lessico della medicina medioevale, Bologna: Forni, 1970 (su Guglielmo da Saliceto)
- La lingua italiana. Segni, funzioni, strutture. Per il biennio delle scuole superiori, Milano: Mursia, 1973 (con Luigi Heilmann)
- Dalla lingua alla grammatica. Segni, funzioni e strutture per la scuola media inferiore, Milano: Mursia, 1974 (con Luigi Heilmann)
- Per una ricerca interdisciplinare sull'apprendimento, in La riforma possibile, Milano: Feltrinelli, 1975
- Didattica dell'italiano, Milano: Bruno Mondadori, 1978
- Per una didattica interdisciplinare nella scuola media, (a cura di, con Emilio Pasquini e Francesco Speranza), Bologna: Il mulino, 1979
- La lingua in scena, Bologna: Zanichelli, 1980
- Scienziati del Seicento, vol. II di Galileo e gli scienziati del Seicento (a cura di, con Bruno Basile), Milano-Napoli: Ricciardi, 1980
- Oggetto, parola, numero. Itinerario didattico per gli insegnanti del primo ciclo (con Francesco Speranza), Bologna: Nicola Milano, 1981, 19872
- Una esperienza interdisciplinare nella scuola media (a cura di), Bologna: Il mulino, 1982
- La grammatica dal testo. Grammatica italiana e testi per le scuole medie superiori, Milano: Mursia, 1982
- Guida all'analisi dei testi, Milano: Mursia, 1982
- Didattica dell'italiano, Milano: Bruno Mondadori, 1983
- Parola e comunicazione. Educazione all'uso della lingua e alla riflessione linguistica nella scuola media, Milano: Mursia, 1983
- Scienziati del Settecento (a cura di, con Bruno Basile), Milano-Napoli: Ricciardi, 1983
- Linguistica essenziale, Milano: Garzanti, 1985
- Il "Resto del carlino" in un secolo di storia, tra cronaca e cultura (a cura di), Bologna: Pàtron, 1985
- Insegnare la lingua italiana con i nuovi programmi nella scuola elementare (a cura di), Milano: Gruppo Editoriale Fabbri, 1986
- L'italiano dai testi. Grammatica italiana, Milano: Mursia, 1988
- Come si legge un testo. Da Dante a Montale (a cura di), Milano: Mursia, 1989
- Io amo, tu ami, egli ama... Grammatica per italiani maggiorenni, Milano: Mursia, 1989
- L'avventura della mente. Studi sulla lingua scientifica, Napoli: Morano, 1990
- Medicina per le donne nel Cinquecento (a cura di), Torino: Utet, 1992
- I mondi possibili. Antologia italiana per il biennio delle scuole superiori, Firenze: Le Monnier, 1994
- La programmazione verticale. Continuità dell'educazione linguistica dalla scuola primaria alla scuola superiore (a cura di), Firenze: La nuova Italia, 1994
- L'insegnamento della lingua italiana. Disciplina, metodologia e didattica, programmazione e valutazione (a cura di), Milano: Fabbri, 1995
- Fra lingua scientifica e lingua letteraria, Pisa: Istituti editoriali e poligrafici internazionali, 1998
- Lingue, stili, traduzioni. Studi di linguistica e stilistica italiana offerti a Maria Luisa Altieri Biagi, a cura di Fabrizio Frasnedi e Riccardo Tesi, con bibliografia a cura di Fabio Atzori e Cristiana De Santis, Firenze: Cesati, 2004
- Parola, Torino: Rosenberg & Sellier, 2012